# Giải Grammy Latin dành cho video hình thái ngắn xuất sắc nhất
Giải Grammy Latin dành cho Video hình thái ngắn xuất sắc nhất được bắt đầu vào năm 2000 trao cho những nghệ sĩ trình diễn, đạo diễn.Ở mục này Shakira là nghệ sĩ giành được nhiều đề cử nhất và cô đã từng giành 1 giải cho ca khúc Suerte (Whenever Wherever) vào năm 2002

## 2000s
- Latin Grammy Awards of 2007
  - Ven A Mi Casa Esta Navidad – Voz Veis, performer; Luis Miguel Leal, director
- Latin Grammy Awards of 2006:
  - ¡Atrévete Te Te! – Calle 13, performer; Gabriel Casas and Jorge Fish, director
- Latin Grammy Awards of 2005:
  - Volverte a Ver – Juanes, performer; Gustavo Garzón, director
- Latin Grammy Awards of 2004:
  - Más y Más – Robi Rosa, performer; Angela Alvarado Rosa, director

| Năm  | Nghệ sĩ thắng giải | Nghệ sĩ đề cử |
| ---- | --- | --- |
| 2003 | Frijolero - Molotov performer; Jason Archer & Paul Beck, video directors; Kathee Schneider, video producer              | |
| 2002 | Suerte — Shakira Francis Lawrence, video director; Tim Kerrison, video producer                                         | La Negra Tiene Tumbao - Celia Cruz A Dios Le Pido - Juanes Yo No Soy Esa Mujer - Paulina Rubio Déjame Entrar - Carlos Vives                                            |
| 2001 | She Bangs – Ricky Martin Wayne Isham, video director                                                                    | Fíjate Bien - Juanes Paris - La Oreja De Van Gogh Aonde Quer Que Eu Vá Os Paralamas do Sucesso El Diablo De Tu Corazon - Fito Paez Cuando Nadie Me Ve - Alejandro Sanz |
| 2000 | No Me Dejes de Querer – Gloria Estefan, performer; Douglas Friedman, video producer, Emilio Estefan Jr., video director | "La Vida" — Los Fabulosos Cadillacs "Aquí" — La Ley "No Me Ames" — Jennifer Lopez & Marc Anthony "Ojos Así" — Shakira                                                  |

Bản mẫu:Latin Grammy Awards